# Naegwan
Naegwan (koreanisch 내관) sind die Gemahlinnen des Königs bzw. des Kronprinzen von Joseon. Die Naegwan sind eine Unterordnung der Naemyeongbu, zu denen noch die Hofdamen und Dienerinnen zählen. Oberhaupt der Naegwan ist die Königin, alle stehen unter ihrer Aufsicht, ist sie nicht zugegen, wird sie durch die Königinwitwe vertreten. Im Haushalt des Kronprinzen steht wiederum die Kronprinzessin an erster Stelle.

## Auswahl
Die Auswahl der Königin wird durch mehrere Tests bestimmt, im ganzen Land gilt zu dieser Zeit das Verbot zu heiraten, unter dieses Verbot fallen nur Mädchen im Alter von 13 bis 17 Jahren aus adeligen Familien. Die Adelsfamilien sind verpflichtet, Informationen über ihre Töchter an den Palast weiterzugeben und ihre Ahnenreihe zu offenbaren. Ist die Königin ausgewählt, erhält sie die Legitimation des Kaisers von China.
Konkubinen werden zur Sicherung der Nachfolge ausgewählt, wenn die Königin beispielsweise keinen Erben zur Welt bringt. Sie erhalten beim Eintritt in den Palast minimal den Rang einer Jung Konkubine 2. Ranges.

## Ränge
| Rang           | Rang   | Titel                        | Titel  | Titel  | Aufgaben                                                 |
| Klassifikation | Hanja  | Revidierte Romanisierung     | Hangul | Hanja  | Aufgaben                                                 |
| -------------- | ------ | ---------------------------- | ------ | ------ | -------------------------------------------------------- |
| Naegwan        |        |                              |        |        |                                                          |
| —              | —      | Königin (Wangbi)             | 왕비   | 王妃   | Hauptfrau des Königs.                                    |
| —              | —      | Königin (Gyebi)              | 계비   | 繼妃   | Hauptfrau des Königs aus weiteren Ehen.                  |
| —              | —      | Königinwitwe (Taebi)         | 대비   | 大妃   | Witwe des Vaters des Königs.                             |
| —              | —      | Großköniginwitwe (Wangtaebi) | 왕대비 | 王大妃 | Witwe des Großvaters des Königs.                         |
| —              | —      | Kronprinzessin (Sejabin)     | 세자빈 | 世子嬪 | Hauptfrau des Thronfolgers.                              |
| Senior 1. Rang | 正一品 | Bin                          | 빈     | 嬪     | Höchster Rang für Konkubinen.                            |
| Jung 1. Rang   | 從一品 | Gwiin                        | 귀인   | 貴人   | Zweithöchster Rang für Konkubinen.                       |
| Senior 2. Rang | 正二品 | Soui                         | 소의   | 昭儀   | Hilft bei den Zeremonien der Königin.                    |
| Jung 2. Rang   | 從二品 | Sugui                        | 숙의   | 淑儀   | Hilft bei den Zeremonien der Königin.                    |
| Senior 3. Rang | 正三品 | Soyong                       | 소용   | 昭容   | Bereitet Ahnenriten und Essen für die Gäste vor.         |
| Jung 3. Rang   | 從三品 | Sugyong                      | 숙용   | 淑容   | Bereitet Ahnenriten und Essen für die Gäste vor.         |
| Senior 4. Rang | 正四品 | Sowon                        | 소원   | 昭媛   | Haben das Aufsehen über Abläufe in königlichen Paläste.  |
| Jung 4. Rang   | 從四品 | Sugwon                       | 숙원   | 淑媛   | Weben Seide und Ramie-Stoff zur jährlichen Präsentation. |